# Aphis odorikonis
Aphis odorikonis är en insektsart som beskrevs av Matsumura 1917. Aphis odorikonis ingår i släktet Aphis och familjen långrörsbladlöss. Inga underarter finns listade i Catalogue of Life.